# Д-мол (музичка група)
Д-мол, стилизовано као D-moll, црногорски је вокални секстет наменски састављен за учешће на црногорском националном избору за Песму Евровизије Монтевизија 2019. године. Групу чине ученици школе певања Данијела Алибабића, и то Тамара Вујачић, Мирела Љумић, Ивана Обрадовић, Жељко Вукчевић, Емел Франца и Ризо Фератовић.
Група је на Монтевизији одржаној 9. фебруара извела песму Heaven и убедљиво победила у конкуренцији још четири композиције поставши тако једанаестим по реду представником Црне Горе на Песми Евровизије 2019. у Тел Авиву.

## Чланови
- Ризо Фератовић је рођен 15. новембра 1997. године у Драгашу.
- Жељко Вукчевић рођен је 8. јануара 2000. године у Подгорици.
- Ивана Обрадовић рођена је 21. фебруара 2000. године у Бијелом Пољу.
- Емел Франца је рођен 12. августа 2000. године у Бијелом Пољу.
- Мирела Љумић рођена је 12. марта 2001. године у Подгорици.
- Тамара Вујачић рођена је 5. августа 2002. године у Подгорици.

## Дискографија
Синглови
- (2019)
- (2019)